# Salone (roman)
 (juillet 2025).
Salone est le premier roman de Laurent LD Bonnet, publié le 4 octobre 2012 aux éditions Vents d'Ailleurs. Il inaugure le cycle Tétralogie de la Quête et reçoit en 2013 le prix Léopold Senghor.  
Le roman a été réédité en 2025 sous le titre En passant chez Nelson par les éditions Les Défricheurs.
Salone signifie « Sierra Leone » en langue krio.
La quête de vengeance, son fondement et sa légitimité morale, est le thème central du roman. Le héros, Shaun Seward, se réfère à deux femmes qui le guident et s’appuie sur le roman Le Fond du problème de Graham Greene, dont le personnage Scobie fait de la vengeance une œuvre de pardon.

## Résumé
Nelson a monté un bar sur la plage de Lumley Beach à Freetown, lieu de rencontre cosmopolite. Shaun Seward, médecin humanitaire, est confronté au sentiment de vengeance au déclenchement de la guerre au début des années 1990.

## Personnages
- Jamil (en) : trafiquant libanais
- Yan : propriétaire d’un hôtel
- Nelson : propriétaire d’un bar de plage
- Davis : ancien syndicaliste
- Abubacarr : chauffeur de Yan
- Curtis : avocat résident à Freetown
- Gladys : avocate émigrée à Londres
- Suad : compagne sierra-léonaise de Shaun
- Shaun : médecin humanitaire
- Ezzi : enfant esclave débarqué à Freetown en 1827, devenu maire en 1845 sous le nom de John Ezzidio (en)
- Kaanda : mère d’Ezzi
- African Sentinel : revue clandestine

## Techniques de narration
Le roman adopte une structure chorale. Une précédente édition portait le sous-titre : roman choral en terre Krio. L’intrigue (1827–2009) est jalonnée par des articles de la gazette fictive African Sentinel, qui éclairent des moments clés de l’histoire de la Sierra Leone.  
Les personnages, réunis au Nelson’s Bar, représentent différentes strates de la société :  
- Gladys et Curtis : classe krio et exil,
- Davis Robertson : résistance militante,
- Abubacarr et Nelson : peuple urbain,
- Jamil : corruption politique,
- Shaun Seward : vengeance, guidé par Gladys.

Le récit commence en 1827, au pays Yoruba, puis sur un navire négrier, pour s’achever à Port-Saïd, face à la résidence d’un trafiquant de diamants (Jamil Said Mohammed (en)) reconnu coupable de financer le RUF de Foday Sankoh.

## Édition et réception

### Éditions
Le roman est paru aux éditions Vents d'Ailleurs le 4 octobre 2012, puis en version électronique (2014). Un clip vidéo promotionnel a été tourné par Morlai Bai Kamara et Laurent LD Bonnet en novembre 2012 à Bruxelles.

### Accueil critique
Sur France Inter, Jacqueline Pétroz déclare : « Cela vaut toutes les leçons de géopolitique, c'est humain, c'est vraiment à lire ! ». Salone est salué comme le premier roman francophone abordant l’histoire de la Sierra Leone : TV5 Monde
Il a également été chroniqué dans la presse écrite (Sud Ouest, La Nouvelle République, Le Populaire du Centre) et au Québec (revue Nuits Blanches), la presse web,ainsi que sur des sites de lecteurs

### Prix littéraires
- Prix Senghor 2013[10]
- Grand prix du Salon du livre de La Rochelle 2012[11]
- Prix des libraires Lignes d'Horizon 2014[12]